# Los Angeles Kiss
Los Angeles Kiss (abreviado como L.A. KISS) fue un equipo profesional de fútbol americano con sede en Anaheim, California. Hizo parte de la Arena Football League (AFL) desde el año 2014 hasta el año 2016. Los músicos Gene Simmons y Paul Stanley, miembros de la banda de rock Kiss, fueron los propietarios del equipo, al igual que el mánager Doc McGhee. L.A. Kiss jugaba sus partidos de local en el Honda Center, escenario que compartían con el equipo Anaheim Ducks de la liga nacional de Hockey. Para acompañar las actuaciones del equipo, se creó el reality show denominado 4th and Loud, transmitido por la cadena AMC.

## Medios
Todos los juegos fueron televisados por ESPN3, ESPN2, ESPNEWS y CBS Sports Network.